# Miriam Van Waters
Miriam Van Waters (4 octobre 1887 - 17 janvier 1974) est une réformatrice du monde carcéral américaine du XXe siècle, dont les méthodes sont inspirées par son éducation d'épiscopalienne impliquée dans le mouvement de l'Évangile social. Au cours de sa carrière de pénologue, qui dure de 1914 à 1957, elle est surintendante de trois prisons : la Frazier Detention Home, un établissement mixte, à Portland, Oregon ; le Los Angeles County Juvenile Hall pour les filles et le Massachusetts Correctional Institution à Framingham (alors appelé Massachusetts Reformatory for Women). Pendant son séjour en Californie, Van Waters crée une école expérimentale de réinsertion, El Retiro, pour les filles de 14 à 19 ans. Dans chaque cas, Van Waters développe des programmes qui favorisent l'éducation, le travail, les loisirs et le sens de la communauté plutôt que les méthodes punitives d'incarcération.
Les compétences de Van Waters en matière de prise de parole en public, sa manière affirmée et son charisme attirent l'attention médiatique sur ses méthodes, et elle est soutenue financièrement par des philanthropes, dont Ethel Sturges Dummer (en), qui aide à payer pour El Retiro et pour les congés dont elle a besoin pour rédiger deux livres, Youth in Conflict (1925) et Parents on Probation (1927).
Une autre philanthrope riche, Geraldine Morgan Thompson (en), la soutient financièrement et émotionnellement du milieu des années 1920 jusqu'à sa propre mort en 1967. Eleanor Roosevelt et Felix Frankfurter font partie des nombreux admirateurs et partisans politiques de Van Waters, mais ses méthodes attirent la colère des opposants qui les considèrent trop indulgentes et inefficaces. L'opposition reçue à Los Angeles conduit à son départ de Californie en 1932 et à un procès très médiatisé dans le Massachusetts après qu'elle est licenciée en tant que surintendante de Framingham en janvier 1949. Réintégrée en mars, elle dirige le centre de correction jusqu'en 1957. Après sa retraite, elle reste dans la ville de Framingham jusqu'à sa mort en 1974.

## Enfance et éducation
Miriam Van Waters naît 4 octobre 1887 à Greensburg, en Pennsylvanie. Ses parents, George Browne (1865-1934) et Maude Vosburg (1866-1948) Van Waters, sont issus respectivement de familles de la classe moyenne de Rensselaer Falls et de DuBois. Après avoir étudié à Oberlin College, George fréquente Bexley Hall, un séminaire épiscopal dont il reçoit un diplôme de divinité en 1883. En 1884, à DuBois, il rencontre et épouse Maud. Leur premier enfant, Rachel, naît en 1885, l'année où la famille déménage à Greensburg. Rachel y meurt à l'âge de 2 ans et, la même année, Miriam naît. En 1891, la famille déménage à nouveau, George étant nommé recteur de l'église épiscopale St. David à Portland, Oregon.
Fille aînée d'une mère malade, Miriam Van Waters sert de figure maternelle à sa fratrie. Elle aide sa mère à faire le ménage et à prendre soin de ses trois frères et sœurs plus jeunes, trois d'entre eux en vie en 1896 et un autre né en 1905,. Sa mère, en mauvaise santé, se retire souvent sur la côte de l'Oregon ou au domicile de ses parents en Pennsylvanie, laissant Miriam Van Waters responsable du ménage. 
Au cours de ces années de croissance, elle est fortement influencée par l'amour de son père pour les livres et l'érudition, sa participation au mouvement de l'Évangile social et son utilisation du presbytère comme une sorte de maison ouverte à tous. Elle fréquente St. Helen's Hall, une école épiscopale de filles, pour ses études secondaires, et en est diplômée en 1904. Restant à St. Helen's pendant une autre année en tant qu'étudiante, elle quitte Portland pour l'université de l'Oregon à Eugene en 1905. Elle se spécialise d'abord en philosophie et elle est diplômée en 1910 avec une maîtrise en psychologie. Trois ans plus tard, à l'université Clark de Worcester, au Massachusetts, elle obtient un doctorat en anthropologie.

### Éducation universitaire: 1905–1913
L'université compte environ 500 élèves. Sa thèse de fin d'études est intitulée The Relation of Philosophical Materialism to Social Radicalism (« Le lien entre matérialisme philosophique et radicalisme social »). Elle rejoint le club de débat féminin et devient rédactrice en chef de l'Oregon Monthly, un journal littéraire étudiant dont Louise Bryant est l'une des contributrices. Van Waters la publie tout en critiquant ses habitudes vulgaires : la boisson, la cigarette et ses vêtements provocants.
Lors de sa maîtrise, elle se spécialise en psychologie et est assistante d'un de ses enseignants, Henry Sheldon. Sa thèse étudie le matérialisme philosophique et le progrès social. En 1910, elle reçoit une bourse de l'université Clark à Worcester pour y faire son doctorat en psychologie sous la direction de G. Stanley Hall.
Van Waters admire l'intellect de Hall et son utilisation de données quantitatives, mais refuse de le suivre dans son étude de la génétique en tant que composante de la psychologie de l'adolescent. Elle préfère l'approche interventionniste des réformateurs sociaux, en particulier Jane Addams, dans la vie des adolescents en difficulté. Au cours de sa troisième année à Clark, elle se met finalement sous la direction d'Alexander Chamberlain, un anthropologue qui favorise les explications culturelles plutôt que génétiques pour le comportement des adolescents. La thèse de Van Waters, The Adolescent Girl among Primitive People (« La fille adolescente parmi les peuples primitifs »), est influencée par les études interculturelles (en) de Chamberlain et par ses propres observations sur la délinquance juvénile à Boston et dans sa ville natale, Portland. Elle est diplômée de Clark en 1913 avec un doctorat en anthropologie.

## Carrière sur la côte ouest

### Portland: 1914–1917
Après un court contrat avec la Boston Children's Aid Society (BCAS) en tant qu'agent de probation (en) pour des filles adolescentes en attente de procès, Van Waters commence à travailler à Portland. Elle y déménage en 1914 pour devenir superintendante de la Frazer Detention Home, dont l'état de délabrement inquiète la cour juvénile du comté de Multnomah. La maison de détention accueille des adolescents des deux genres qui sont mal nourris, peu soignés, et jamais occupés ; ils sont soumis à des châtiments corporels. Dès son arrivée, Van Waters recrute des médecins bénévoles et un psychologue bénévole, embauche une infirmière, améliore les menus, fait ouvrir une bibliothèque et fait faire du nettoyage, de la peinture et du jardinage aux jeunes. Elle interdit de plus les châtiments corporels. Son travail à Frazer s'arrête brusquement fin 1914, quand l'épuisement se transforme en tuberculose et l'empêche de continuer.
Il lui faut trois ans de convalescence, d'abord dans une propriété appartenant à sa famille près de Cannon Beach, puis en tant que patiente hospitalisée et plus tard en ambulatoire au sanatorium Pottenger près de Pasadena. Pendant ces années, elle fait des essais pour devenir autrice de fiction, de non-fiction et de poésie, sans succès. Malgré ses problèmes de santé, elle passe et réussit un examen de la fonction publique en Californie, puis postule pour devenir surintendante au Los Angeles County Juvenile Hall, un centre de détention pour filles. Elle l'intègre en août 1917.

### Los Angeles: 1917–1931
Aidée par de nombreuses autres réformatrices, elle travaille à modifier le centre de détention pour y inclure les soins de santé, un accompagnement et une évaluation psychologiques, l'amélioration de l'alimentation, des loisirs et d'autres services sociaux. En 1919, elle fonde El Retiro, une école expérimentale pour les filles âgées de 14 à 19 ans, choisies parmi les prisonnières du Juvenile Hall. L'école, dont les portes sont maintenues ouvertes et se situant dans un cadre rural à l'extérieur de Los Angeles, favorise l'éducation, le travail et les loisirs plutôt que l'incarcération et la punition comme antidotes à la délinquance juvénile. Selon la journaliste Adela Rogers St. Johns, El Retiro contraste fortement avec les prisons pour femmes et enfants du début du siècle, où les conditions sont encore « répugnantes, fétides et médiévales ». Après avoir rencontré la réformatrice sociale Mary Bartelme (en) à la Hull House de Jane Addam en 1921, Van Waters promeut l'idée d'un maison de transition (en) à Los Angeles pour les femmes diplômées d'El Retiro qui ont besoin d'un endroit sûr où habiter pendant leur recherche d'emploi. En partie financée par la philanthrope de Chicago Ethel Sturges Dummer (en), la maison de transition ouvre ses portes plus tard en 1921 et, pendant le reste de la décennie, accueille plusieurs centaines de jeunes femmes, chacune séjournant en moyenne quatre mois. De 1920 à 1929, Van Waters, succédant à Orfa Jean Shontz (en), travaille auprès du tribunal et préside les audiences sur des affaires impliquant des enfants de moins de 12 ans.
Selon l'historienne Estelle Freedman (en), l'avancement professionnel de Van Waters dans le système de justice pour mineurs de Los Angeles dans les années 1920 dépend en partie de son charisme personnel et de ses compétences en matière de prise de parole en public, en partie d'un réseau de professionnels universitaires, juridiques et des services sociaux, et en partie des réseaux de réforme concrétisés par les clubs de femmes comme le Friday Morning Club (en). Van Walters donne des conférences fréquentes sur la protection de l'enfance et la justice pour mineurs dans ces clubs, auprès d'associations de parents d'élèves et de groupes religieux de protection sociale, et a écrit une série d'articles sur le tribunal pour mineurs pour le Evening Herald.
Entre 1917 et 1927, Van Waters vit avec d'autres femmes dans un complexe résidentiel connu sous le nom de « la colonie ». Parmi les résidentes à long terme, on compte sa sœur Rebekah, ses amies de longue date Sara Fisher et Elizabeth (Bess) Woods, et Shontz. On compte aussi, à plus court terme, des philanthropes tels que Dummer, des réformatrices, dont Grace Abbott, Edith Abbott et Sophonisba Breckinridge ; le psychiatre Adolf Meyer et le réformateur des prisons George W. Kirchwey (en) se rendent à la colonie lors d'une visite à Los Angeles. Shontz convainc Dummer d'accorder une subvention à Van Waters pour lui permettre d'entreprendre une enquête nationale sur les établissements pénitentiaires pour femmes à travers les États-Unis : prenant un congé de son travail à Los Angeles, Van Waters commence l'enquête à la fin de 1920. Les résultats sont publiés en 1922 sous le titre Where Girls Go Right: Some Dynamic Aspects of State Correctional Schools for Girls and Young Women (« Quand les filles filent droit : quelques aspects dynamiques des écoles correctionnelles étatiques pour les filles et jeunes femmes ») dans The Survey, un journal de premier plan destiné à la protection sociale. Financée par Dummer, Van Waters prend d'autres congés dans les années 1920 pour promouvoir largement ses idées sur la protection de l'enfance et la réforme des prisons, citant El Retiro comme modèle.
Avec l'aide de Dummer, elle écrit un autre livre, Youth in Conflict (1925), détaillant ses théories sur la délinquance juvénile et les soutenant avec des exemples tirés de procès réels. Le livre obtient un accueil positif et de bons chiffres de vente, et établit la réputation nationale de Van Waters. En 1926, Felix Frankfurter, professeur à la Harvard Law School et plus tard juge à la Cour suprême, est impressionné par le livre de Van Waters et lui demande de gérer la section de la Harvard Crime Survey sur la délinquance juvénile. En 1928, elle termine son deuxième livre, Parents on Probation, qui réitère ses affirmations selon lesquelles la délinquance juvénile est causée par des familles dans lesquelles les enfants manquent d'attention et de modèles positifs. En 1929, elle est élue présidente de la National Conference of Social Work, devenant la première femme de l'Ouest des États-Unis à être nommée à ce poste,.
Alors que la notoriété de Van Waters grandit à l'échelle nationale au cours des années 1920, sa popularité baisse dans le comté de Los Angeles parmi les électeurs et les politiciens qui préféraient des méthodes plus punitives. En 1927, le comité de probation, un groupe de sept membres nommé par les superviseurs du comté, est devenu si hostile aux méthodes de Van Waters qu'il renvoie Alma Holzschuh, l'intendante d'El Retiro nommée par Van Waters, et la remplace par une personne qu'ils apprécient plus. Peu de temps après, ils imposent la présence de policiers sur place pour contrôler les étudiantes. Inquiète de sa perte de contrôle sur El Retiro et voyant de meilleures opportunités professionnelles ailleurs, Van Waters planifie de partir dans le nord-est des États-Unis. Ses parents ont eux-mêmes déménagé à Wellsboro, en Pennsylvanie ; la Harvard Crime Survey, dont le siège est à Cambridge, Massachusetts, est encore inachevée et en novembre 1929, Van Waters accepte de diriger la division de la délinquance juvénile de la Commission Wickersham (en), créée par le président Herbert Hoover. Au cours de la même année, elle devient la tutrice légale de Betty Jean Martin, sept ans, pupille du tribunal pour mineurs, à qui elle donne le nom de Sarah Ann Van Waters. Après avoir pris un congé fin 1929 pour intégrer la commission de Hoover en janvier 1930, Van Waters démissionne officiellement du tribunal pour mineurs de Los Angeles à la fin de 1930.  Au cours de la seconde moitié de la décennie, Van Waters commence une relation amicale puis amoureuse avec Geraldine Thompson (en), qui a soutenu la réforme des prisons dans son État d'origine, le New Jersey, et ailleurs. Encouragée par Thompson, Dummer et Frankfurter, Van Waters s'installe à Cambridge en 1931. La même année, la publication de son rapport de 175 pages pour la Commission Wickersham, The Child Offender in the Federal System of Justice, fait d'elle une experte reconnue en matière de justice pour mineurs. Après avoir décliné une offre d'emploi du Gouverneur de Pennsylvanie Gifford Pinchot, en tant qu'administratrice au département de la sécurité sociale de l'État, elle apprend en novembre qu'elle se verra bientôt offrir le poste de surintendante au Massachusetts Reformatory for Women à Framingham, en remplacement de Jessie Donaldson Hodder (en), récemment décédée.

## Carrière sur la côte Est

### Premières années à Framingham: 1932-1948
En mars 1932, Van Waters commence son nouvel emploi de superintendante à Framingham. Depuis son ouverture en 1877, la maison de correction intègre des idées progressistes sur le fonctionnement des prisons pour femmes. Framingham, dirigée par des femmes, comprend une doctoresse et une aumônière en résidence, et un système de placement en extérieur pour les détenues de confiance. La plupart des détenues purgeaient des peines pour prostitution, adultère, atteinte aux mœurs, alcoolisme et autres délits connus à l'époque comme « crimes contre l'ordre public », qui comprennent même dans certains cas le fait d'être sans domicile ou trop têtue. Van Waters met l'accent sur la réinsertion plutôt que sur la punition, qualifie la population carcérale d'étudiantes plutôt que de détenues ou de prisonnières, assouplit le code vestimentaire, encourage les femmes parler entre elles et avec les membres du personnel, fait venir de nombreuses confériencières dont Frankfurter, Thompson, Dummer, Robert Frost, Eleanor Roosevelt et Margaret Mead, et élargit la liberté de mouvement des femmes à l'intérieur de la prison et à l'extérieur de ses murs. Des fonds fédéraux rendent possible la construction au milieu des années 1930 de deux chalets séparés du bâtiment principal ; le Hodder Hall héberge les détenues âgées de 17 à 21 ans et le Jessie Wilson Sayre Cottage accueille jusqu'à 30 mères et leurs bébés. Une crèche à l'intérieur de la prison accueille jusqu'à 60 bébés de plus, dont les mères vivent dans le bâtiment principal. Une base de donatrices, incluant Thompson, finance des contrats de travailleurs sociaux et des stages, un personnel psychiatrique et les urgences financières non couvertes par les fonds publics.
Pendant huit heures par jour, les détenus confectionnent des vêtements et des drapeaux pour l'État ou travaillent dans les cuisines de la prison et dans son unité agricole, et Van Waters complète le travail obligatoire par des cours facultatifs d'art et d'artisanat, de littérature, de théâtre, de chant, de journalisme, de randonnée et de préparation à la vie après la libération conditionnelle. Pendant le mandat de Van Waters, la prison propose au moins 26 cours différent, selon Dominique T. Chlup, professeur d'éducation des adultes à la Texas A&M University. Van Waters généralise un programme d'indenture qui, sous Hodder, a permis à des détenues de confiance de travailler à l'extérieur de la prison en tant que domestiques, aides de cuisine, femmes de chambre et blanchisseuses avant de retourner en prison la nuit. À ces postes, Van Waters ajoute du travail dans les entreprises et l'industrie locales qui avaient besoin de main-d'œuvre, tels que des cordonniers, avec une variété de compétences à apprendre. Ces changements déplaisent aux membres de la commission nationale des libérations conditionnelles, qui considèrent le programme comme un contournement de peine. Les membres de la commission des libérations conditionnelles et le superviseur immédiat de Van Waters sont nommés par le gouverneur : la capacité de Van Waters à diriger la maison de correction comme elle le souhaite dépend donc, comme à El Retiro, du monde politique.
De 1932 à 1945, Van Waters a un soutien politique suffisant pour ses méthodes, mais ce soutien décline après la Seconde Guerre mondiale. Après la mort du président Franklin D. Roosevelt en 1945, un contrecoup conservateur contre les politiques du New Deal s'accompagne de campagnes pour présenter les progressistes comme Van Waters comme des subversifs qui sapent l'ordre social traditionnel. La résistance de Van Water à l'autorité, son utilisation de contrats pour placer des prisonnières dans des emplois dont d'autres pourraient avoir besoin, et sa vie personnelle tenue loin des hommes font naître les reproches. En 1948, Elliot McDowell, le commissaire aux services correctionnels nouvellement nommé, et son adjoint, Frank Dwyer, lancent une enquête sur le lesbianisme au centre correctionnel. Dwyer, un ancien policier d'État, cherche des preuves pour confirmer les rumeurs selon lesquelles une détenue de Framingham, dont la mort avait été signalée comme un suicide, avait été assassiné par une lesbienne jalouse. Dwyer conclut que cette rumeur en particulier est fausse, mais ses interrogatoires du personnel et des détenues le conduisent à soupçonner de nombreuses activités lesbiennes à Framingham, et il raconte ses suspicions à la presse people de Boston. Van Waters, qui fait la distinction entre les relations amoureuses de soutien entre les femmes et l'agression sexuelle prédatrice, ne se considère pas elle-même comme lesbienne. Pour se protéger de Dwyer, elle brûle la majeure partie de sa correspondance de 22 ans avec Thompson en juin 1948.

### Crise: 1948-1949
En réponse au rapport de Dwyer, en juin 1948, McDowell réduit l'autorité de Van Waters et la législature de l'État crée un comité d'enquête pour tenir des audiences sur la question après les élections de novembre 1948. Pendant l'été et l'automne, le sénateur d'État Michael Lopresti, le détracteur le plus vocal de Van Waters au sein du comité, compare ses méthodes à celles des régimes communistes et dénonce son administration comme plus dommageable à la moralité et à la santé mentale des jeunes filles que la prostitution. En parallèle, les alliées de Van Waters créent Friends of the Framingham Reformatory, un comité qui lève des fonds pour la défense de Van Waters. Une première audience publique en novembre ne change rien à la situation, et en décembre McDowell annonce son intention de licencier Van Waters en janvier, au début du mandat du prochain gouverneur. Cette menace conduit à des déclarations de soutien à Van Waters par une variété d'organisations telles que Américains pour l'action démocratique (en), le Women's City Club de Boston, le Massachusetts Council of Churches, la Massachusetts Association of Social Hygiene et des individus comme Eleanor Roosevelt. Le 7 janvier 1949, McDowell, énumérant 27 charges contre Van Waters, annonce que son licenciement sera effectif le 11 janvier. Van Waters, réfutant les accusations, fait appel.
L'audience suivante, à laquelle McDowell est à la fois enquêteur et juge, commence le 13 janvier 1949. Croyant que McDowell se prononcera contre elle, Van Waters, Cross et d'autres partisans utilisent les débats comme une plate-forme pour la présenter au public comme une personne exemplaire et pour promouvoir ses méthodes de réforme pénale. L'affaire attire l'attention médiatique à l'échelle nationale et des centaines de personnes assistent à chaue session.
Dix-huit jours d'examens, de contre-interrogatoires et de discours produisent 2 000 pages de témoignages et le 11 février, McDowell confirme sa décision de licencier Van Waters sur la plupart des accusations qu'il avait portées contre elle, en particulier sa résistance à son autorité de commissaire et à la loi de l'État. Encouragée par un large soutien public, Van Waters fait à nouveau appel, cette fois au gouverneur du Massachusetts Paul Dever. Dever nomme un panel de trois membres pour reprendre l'affaire de novo, à partir du 4 mars. Les membres du panel sont Caroline Putnam, une travailleuse caritative catholique, Robert Clark, procureur de district, et Erwin Griswold (en), alors doyen de la Harvard Law School.
Lors de la deuxième audience, Dwyer présente le dossier de McDowell, interroge Van Waters pendant quatre jours, dont une journée consacrée à l'homosexualité, et appelle de nombreux autres témoins à la barre. La défense fait appel à des témoins de son côté, contre-interrogeant McDowell et réfutant les affirmations de Dwyer. Henry F. Fielding, un avocat nommé par le procureur général de l'État pour représenter l'accusation, présente un argument de clôture (en) peu convaincant. Le 11 mars, le comité de trois membres annule à l'unanimité la décision de McDowell de licencier Van Waters, ne trouvant aucune preuve d'irrégularités ou d'erreurs de jugement de sa part qui n'aient pas été faites de bonne foi. Ils saluent l'utilisation par Van Waters de l'indenture et du placement d'enfants, rejettent les accusations liées à l'homosexualité et conviennent que Van Waters a opéré dans le cadre de son autorité légale même quand elle s'oppose à McDowell.

### Déclin (1950-1957)
Malgré la réussite de Van Waters au cours de son procès, des nouvelles attaques sur la population des prisons et sur le genre limitent à nouveau l'autorité de Van Waters. Jusqu'à sa retraite en 1951, McDowell s'oppose à l'indenture en dehors des postes domestiques, et la commission des libérations ocnditionnelles refuse la plupart des recommandations de Van Waters. Une des membres de la commission, Katharine Sullivan, écrit un livre, Girls on Parole, dans lequel elle affirme que les lesbiennes les plus âgées en prison sont prédatrices des jeunes femmes qui viennent d'arriver et les convertissent à l'homosexualité. Van Waters entend parler d'utilisation de drogue et d'agressions sexuelles dans la prison et y envoie son étudiante, Katherine Gabel, sous couverture. Gabel découvre qu'une sous-culture de prisonnières importe des narcotiques dans les bouchons de bouteilles de ketchup et voit une femme en poignarder une autre, jalouse à cause d'une troisième femme. Van Waters identifie alors ces prisonnières comme « hard core » et demande leur renvoi vers d'autres prisons.
À cette époque, les accusations d'homosexualité sont souvent associées à celles de communisme. Van Waters se lie d'amitié avec Helen Bryan, qui a été la secrétaire exécutive du Joint Anti-Fascist Refugee Committee (JAFRC). Bryan a purgé une peine de prison pour outrage au Congrès après avoir refusé de fournir au House Un-American Activities Committee une liste des membres du JAFRC et des réfugiés de l'Espagne de Franco qu'ils ont aidé à réinstaller aux États-Unis. Après que Van Waters trouve à Bryan un emploi temporaire à la prison, la rhétorique anti-communiste visant Bryan l'incite à démissionner et conduit à une chasse aux communistes à Framingham. Un informateur du Federal Bureau of Investigation, après avoir vu des termes affectueux dans les communications entre Van Waters et Bryan, affirme qu'elles sont en couple. La résistance conservatrice à Van Waters et à ses méthodes se poursuit tout au long de l'ère McCarthy et culmine peu de temps après la retraite de Van Waters en 1957 avec de nouvelles règles qui mettent l'accent sur la discipline, interdisent la fraternisation entre le personnel et les détenues, et suppriment le programme qui permettait aux mères de rester près de leur bébé.
Coïncidant à peu près avec ces difficultés à la prison, Van Waters voit sa santé se déteriorer. Sa mère meurt en 1948 et, en 1953, sa fille est tuée dans un accident de voiture. Dans ses journaux intimes du milieu des années 1950, Van Waters mentionne des épisodes de pneumonie virale et de pleurésie. En 1956, elle se blesse à la tête lors d'une chute, et plus tard cette année-là, elle souffre d'un anévrisme cérébral qui entraîne une intervention chirurgicale et une longue convalescence. Environ 500 personnes assistent à son dîner de retraite, tenu en 1957 au Harvard Club, après quoi sa successeuse, Betty Cole Smith, devient surintendante à Framingham.

## Retraite
Au cours des premières années de sa retraite, Van Waters emménage dans un appartement de trois chambres avec deux anciennes détenues et membres du personnel de la maison de correction, Alice May et Irene Jenner. Travaillant principalement depuis son domicile via une correspondance soutenue avec sa maison d'édition, elle soutient la réforme des prisons, les droits civiques et l'abolition de la peine de mort. Elle rejoint la Société des Compagnons de la Sainte Croix, une organisation de femmes épiscopales qui promeut la justice sociale, et est présidente de la branche locale de la Muscular Dystrophy Association.
En 1964, après une chute et une fracture de la hanche, Van Waters passe plusieurs mois à l'hôpital. Guérie, elle fait son dernier voyage au New Jersey pour rendre visite à Thompson, dont elle reste proche jusqu'à la mort de Thompson, à 95 ans, en 1967. En 1971, Van Waters fait don de ses livres à la bibliothèque de l'université de l'Oregon et de sa correspondance et ses dossiers professionnels aux archives de l'histoire des femmes du Radcliffe College. Elle a un accident vasculaire cérébral en 1972 et meurt chez elle, à Framingham, en 1974.

## Postérité
Freedman estime que les pensées de Van Waters ont survécu principalement via les stagiaires et autres jeunes femmes qu'elle a accompagnées. Beaucoup d'entre elles ont continué de travailler pour la réforme des prisons et ont poursuivi leur carrière dans les prisons pour femmes et les maisons de correction et, dans certains cas, dans les universités, après la retraite de Van Waters.
En 1996, Freedman affirme que "... le mouvement de réforme de la fin du XIXe siècle et du début du XXe siècle semble avoir disparu, et une nouvelle vengeance envers les prisonniers imprègne désormais une grande partie de notre culture". La même année, Chlup affirme que le succès de Van Waters avec l'éducation en milieu carcéral pourrait fournir un modèle pour la réforme des prisons au XXIe siècle.